# Det døende barn
Det døende barn (Deens: Het stervende kind) is een onvoltooide compositie van Hjalmar Borgstrøm. Det døende Barn is een van de eerste gedichten van Hans Christian Andersen, het werd 1827 gepubliceerd. De beginregel luidt: "Moder, jeg er træt, nu vil jeg sove", (Moeder, ik ben moe, ik wil slapen). Borgstrøm had de versie voor zangstem en piano bijna gereed. Alleen de toonzetting voor de laatste twee dichtregels ontbreekt. Wel was Borgstrøm alvast begonnen aan een versie voor zangstem en orkest. De orkestpartituur is daarbij echter zeer schaars ingevuld gebleven.    